# Philippe Lagautrière
Philippe Lagautrière est un peintre et illustrateur français né le 10 décembre 1953 à Ivry-sur-Seine.

## Biographie
Il entre aux Beaux-Arts de Paris à la fin des années 1970 dans le même atelier que les Bazooka.
Il cherchait dans cet atelier « sa marque de fabrique » et il était tombé sur une boîte de tampons qu'il possédait à l'âge de six ans. Depuis, il a tenté d'explorer toutes les possibilités qu'offrent ces images en caoutchouc montées sur bois. Ces milliers de tampons du monde entier qu’il a collectés ou bien gravés participent de leurs empreintes à la fabrication d'images-collages. Suivant le cas, elles deviennent soit des peintures, soit des gravures, des sérigraphies ou des illustrations pour la presse, l'édition ou la télévision.
À partir de 1979, il expose dans différentes galeries et musées à Paris, en province, mais aussi à l'étranger, Berlin, Lisbonne, Bruxelles, Budapest, Genève, San Francisco, Tlemcen, Canton,
Tripoli, Amman, Édimbourg.
Il vit et travaille à la Ruche, cité d'artistes située à Paris, dans le 15e arrondissement.